# Арлінгтон-Гайтс (Іллінойс)
Арлінгтон-Гайтс (англ. Arlington Heights) — селище (англ. village) в США, в окрузі Кук штату Іллінойс. Населення — 77 676 осіб (2020).

## Географія
Арлінгтон-Гайтс розташований за координатами 42°5′51″ пн. ш. 87°58′54″ зх. д. / 42.09750° пн. ш. 87.98167° зх. д. (42.097362, -87.981671).  За даними Бюро перепису населення США в 2010 році селище мало площу 43,09 км², з яких 43,02 км² — суходіл та 0,08 км² — водойми.

### Клімат
| Клімат : Арлінгтон-Гайтс | Клімат : Арлінгтон-Гайтс | Клімат : Арлінгтон-Гайтс | Клімат : Арлінгтон-Гайтс | Клімат : Арлінгтон-Гайтс | Клімат : Арлінгтон-Гайтс | Клімат : Арлінгтон-Гайтс | Клімат : Арлінгтон-Гайтс | Клімат : Арлінгтон-Гайтс | Клімат : Арлінгтон-Гайтс | Клімат : Арлінгтон-Гайтс | Клімат : Арлінгтон-Гайтс | Клімат : Арлінгтон-Гайтс | Клімат : Арлінгтон-Гайтс |
| Показник                 | Січ.                     | Лют.                     | Бер.                     | Квіт.                    | Трав.                    | Черв.                    | Лип.                     | Серп.                    | Вер.                     | Жовт.                    | Лист.                    | Груд.                    | Рік                      |
| Абсолютний максимум, °C  | 16,7                     | 20,6                     | 28,3                     | 31,7                     | 33,9                     | 38,9                     | 39,4                     | 37,8                     | 35,6                     | 31,1                     | 23,9                     | 18,9                     | 39,4                     |
| Середній максимум, °C    | −2,2                     | 0,6                      | 6,7                      | 13,9                     | 20,0                     | 25,6                     | 27,8                     | 26,1                     | 22,2                     | 15,6                     | 8,3                      | 0,6                      | 13,8                     |
| Середня температура, °C  | −6,1                     | −3,9                     | 1,7                      | 8,9                      | 14,4                     | 20,0                     | 22,8                     | 21,1                     | 16,7                     | 10,6                     | 3,9                      | −3,3                     | 8,9                      |
| Середній мінімум, °C     | −10,6                    | −8,3                     | −3,3                     | 3,3                      | 8,9                      | 14,4                     | 17,2                     | 16,1                     | 11,1                     | 5,0                      | −1,1                     | −7,8                     | 3,8                      |
| Абсолютний мінімум, °C   | −32,2                    | −29,4                    | −22,8                    | −15                      | −5,6                     | 1,7                      | 3,3                      | 3,3                      | −3,9                     | −10                      | −23,3                    | −28,9                    | −32,2                    |
| Норма опадів, мм         | 48                       | 50                       | 58                       | 90                       | 108                      | 98                       | 96                       | 123                      | 86                       | 79                       | 77                       | 57                       | 970                      |
| ------------------------ | ------------------------ | ------------------------ | ------------------------ | ------------------------ | ------------------------ | ------------------------ | ------------------------ | ------------------------ | ------------------------ | ------------------------ | ------------------------ | ------------------------ | ------------------------ |
| Джерело: weather.com     |                          |                          |                          |                          |                          |                          |                          |                          |                          |                          |                          |                          |                          |

## Демографія
Згідно з переписом 2010 року, у селищі мешкала 75 101 особа в 30 919 домогосподарствах у складі 20 305 родин. Густота населення становила 1743 особи/км².  Було 32795 помешкань (761/км²).
Расовий склад населення:
| - 88,2 % — білих - 7,1 % — азіатів - 1,3 % — чорних або афроамериканців - 0,1 % — корінних американців - 1,7 % — осіб інших рас |

До двох чи більше рас належало 1,5 %. Частка іспаномовних становила 5,7 % від усіх жителів.
За віковим діапазоном населення розподілялося таким чином: 22,1 % — особи молодші 18 років, 60,7 % — особи у віці 18—64 років, 17,2 % — особи у віці 65 років та старші. Медіана віку мешканця становила 42,7 року. На 100 осіб жіночої статі у селищі припадало 92,2 чоловіків;  на 100 жінок у віці від 18 років та старших — 89,1 чоловіків також старших 18 років.
Середній дохід на одне домашнє господарство  становив 103 988 доларів США (медіана — 81 059), а середній дохід на одну сім'ю — 126 064 долари (медіана — 102 734). Медіана доходів становила 71 538 доларів для чоловіків та 56 830 доларів для жінок. За межею бідності перебувало 4,6 % осіб, у тому числі 4,7 % дітей у віці до 18 років та 6,5 % осіб у віці 65 років та старших.
Цивільне працевлаштоване населення становило 38 782 особи. Основні галузі зайнятості: освіта, охорона здоров'я та соціальна допомога — 22,8 %, науковці, спеціалісти, менеджери — 14,6 %, виробництво — 12,6 %.